# Miguel Linares
Miguel Linares Cólera (ur. 30 września 1982 w Saragossie) – hiszpański piłkarz występujący na pozycji napastnika w Realu Oviedo.